# Guglielmo De Sauget
Guglielmo De Sauget (Monteleone di Calabria, 1º aprile 1820 – Napoli, 17 maggio 1897) è stato un politico italiano.
Fu senatore del Regno d'Italia nella XVI legislatura.

## Biografia
Figlio del senatore Roberto de Sauget, sotto la dittatura di Giuseppe Garibaldi, con il grado di tenente colonnello fu nominato Direttore del Dipartimento della Guerra sotto il comando di Enrico Cosenz e fu comandante della Scuola Militare Nunziatella di Napoli dal 1861 al 1865.